# Cucullia caninae
Cucullia caninae là một loài bướm đêm trong họ Noctuidae.